# Rez Ball
Rez Ball è un film del 2024 diretto da Sydney Freeland e tratto dall'omonimo romanzo del 2019 di Michael Powell.

## Trama
Dopo aver perso il loro giocatore di punta, una squadra di basket delle scuole superiori di nativi americani di Chuska nel Nuovo Messico, i Chuska Warriors, devono cercare di essere uniti per poter competere per il titolo liceale statale.

## Distribuzione
Il film è stato distribuito sulla piattaforma di streaming on demand Netflix a partire dal 27 settembre 2024.